# Coppa del Re 1978 (hockey su pista)
La Coppa del Re 1978 è stata la 35ª edizione della principale coppa nazionale spagnola di hockey su pista. Il torneo ha avuto luogo dal 1º aprile al 9 luglio 1978.
Il trofeo è stato vinto dal Barcellona per la sesta volta nella sua storia superando in finale il Voltregà. In quanto squadra vincitrice, il Barcellona ha ottenuto anche il diritto di partecipare alla Coppa delle Coppe.

## Risultati

### Ottavi di finale
Le gare di andata furono disputate il 1º aprile; le gare di ritorno furono disputate il 16 aprile 1978.
| Squadra 1      | Totale | Squadra 2     | Andata | Ritorno |
| -------------- | ------ | ------------- | ------ | ------- |
| Arenys de Munt | 5 - 11 | Vic           | 4 - 2  | 1 - 9   |
| Calafell       | 7 - 12 | Cerdanyola    | 5 - 4  | 2 - 8   |
| Cibeles        | 8 - 9  | Noia          | 4 - 3  | 4 - 6   |
| Liceo La Paz   | 5 - 31 | Barcellona    | 3 - 8  | 2 - 23  |
| Lleida         | 5 - 9  | Reus Deportiu | 5 - 2  | 0 - 7   |
| Mollet         | 9 - 13 | Caldes        | 4 - 7  | 5 - 6   |
| Sentmenat      | 9 - 5  | Alcobendas    | 5 - 3  | 4 - 2   |
| Voltregà       | 12 - 6 | Reus Ploms    | 11 - 3 | 1 - 3   |

### Quarti di finale
Le gare di andata furono disputate il ? ?; le gare di ritorno furono disputate il 2 giugno 1978.
| Squadra 1     | Totale | Squadra 2  | Andata | Ritorno |
| ------------- | ------ | ---------- | ------ | ------- |
| Noia          |        | Barcellona |        | 3 - 4   |
| Reus Deportiu | 14 - 7 | Caldes     | 10 - 2 | 4 - 5   |
| ?             |        | ?          |        |         |
| ?             |        | ?          |        |         |

### Semifinali
Le gare di andata furono disputate il 12 giugno; le gare di ritorno furono disputate il 19 giugno 1978.
| Squadra 1 | Totale  | Squadra 2     | Andata | Ritorno |
| --------- | ------- | ------------- | ------ | ------- |
| Sentmenat | 6 - 7   | Barcellona    | 3 - 3  | 3 - 4   |
| Voltregà  | 16 - 11 | Reus Deportiu | 7 - 0  | 9 - 11  |

### Finale
| Lloret de Mar 9 luglio 1978 | Barcellona | 5 – 4 | Voltregà |  |